# 春日英克
春日 英克（かすが ひでかつ、1956年 - ）は、日本の木工作家、インテリアコーディネーター。春日工房主催。京都府京都市生まれ。
1979年、立命館大学経済学部卒業後、広告代理店に就職。その後、脱サラし、妻・春日粧と共に『創作家具と染・春日工房』開設。以後、関西、東京を中心に、グループ展、工房展などを多数開催。

## 主な受賞歴
- 伊丹クラフト展入選（1990年）
- 朝日現代クラフト展入選（1991年）
- 朝日現代クラフト展入選（1992年）